# Adelbert Denaux
Adelbert Denaux (Brugge, 21 juni 1938) is een Belgische kanunnik en theoloog.

## Levensloop
Denaux stamt uit een diepgelovig rooms-katholiek gezin van veertien kinderen (onder wie een geadopteerd). Zijn vader, Joris Denaux (1910-2008), die bijna honderd werd, was onderwijzer en later schoolhoofd in het Sint-Lodewijkscollege in Brugge. Hij verwierf bekendheid door zijn schoolboeken voor catechese en Bijbelopvoeding, onder de titels 'Heilige Bronnen' en 'Midden onder U'.
Adelbert Denaux doorliep de humaniora in het Brugse Sint-Lodewijkscollege (retorica 1957) en trok daarop naar het Grootseminarie van het bisdom Brugge. Hij vervolgde zijn studies aan de Katholieke Universiteit Leuven, waar hij de kandidatuur behaalde in de Germaanse filologie (Engels, Duits, Nederlands) en de  oosterse filologie (Hebreeuws en Aramees), en licentiaat in de Theologie. Denaux werd in 1964 tot priester gewijd en in 1967 promoveerde hij tot doctor in de godgeleerdheid. Hij was voordien kandidaat in de Germaanse talen geworden alsook licentiaat in de Bijbelse filologie. Vanaf 1967, na zijn promotie, werd hij professor aan het Grootseminarie van Brugge. Hij doceerde er, in de lijn van de Brugse priester Frans Neirynck,
- de exegese van het Nieuwe Testament met grote aandacht voor de historisch-kritische benadering van schriftteksten,
- de theologie van het Nieuw Testament,
- ecclesiologie,
- oecumenisme en
- kerkzang.

Hij werd er ook bibliothecaris en redacteur van het tijdschrift Collationes.
In 1981 werd hij tot president van het Grootseminarie benoemd, een functie die hij uitoefende tot in 1992 en waarin hij werd opgevolgd door Eric Vanden Berghe.

## Hoogleraar en Oecumenicus
Denaux werd vervolgens gewoon hoogleraar Bijbelexegese aan de Katholieke Universiteit Leuven, binnen de Faculteit Godgeleerdheid Leuven. Hoewel hij aan deze faculteit geen leerstoel in de systematische theologie bekleedde en dus niet ex officio zijn ecclesiologische interesses kon voortzetten, bleef Denaux hierin sterk geëngageerd, met name door zijn inzet voor de oecumene.
In 2004 bereikte hij het emeritaat, maar begin 2007 werd hij  decaan van de Faculteit Katholieke Theologie aan de Universiteit van Tilburg. Deze 'School of Catholic Theology', was de voortzetting van twee katholieke theologische instellingen. Hij bouwde ze uit tot een academisch kenniscentrum voor de katholieke gemeenschap in Nederland. Einde 2012 nam hij afscheid en werd bij deze gelegenheid benoemd tot officier in de Orde van Oranje-Nassau.
Gedurende zijn academische loopbaan heeft hij gedoceerd en onderzoek verricht op het gebied van de Bijbel, de Kerkleer, de oecumene, maar zijn onderzoeksterrein strekte zich ook uit tot de sekten en nieuwe religieuze bewegingen, op vlak waarvan hij voor de Belgische overheid tot een expertencommissie behoorde. Aan de Universiteit van Tilburg werden zijn domeinen van expertise als volgt omschreven:
- Exegese van het Nieuwe Testament, in het bijzonder de synoptische evangeliën; het Quelle onderzoek; theologie en christologie van het Nieuwe Testament; Bijbelgrieks, in het bijzonder taal en stijl van Lucas-Handelingen.
- Ecclesiologie of kerkleer, kerkelijke ambten, en diensten. Oecumene en oecumenische dialogen, in het bijzonder de Anglicaans - katholieke dialoog.
- Studie van Nieuwe Religieuze Bewegingen, minderheidsreligies en sekten.

Een opvallende constante was Denaux' inspanning voor toenadering tussen de Anglicaanse Kerk en de Rooms-Katholieke Kerk. Hij was lid van ARCIC II, het officiële dialoogorgaan ter zake, en werd door de Pauselijke Raad voor de Eenheid herbenoemd in de ARCIC III. Tegen deze achtergrond dient ook gemeld dat hij oprichter en academisch directeur was van een onderzoekscentrum rond de oecumene binnen de Faculteit Katholieke Theologie, het Cardinal Willebrands Research Center, genoemd naar de vooraanstaande Nederlandse oecumenicus Johannes Willebrands.
Denaux was sinds 2004 lid van de Internationale Theologencommissie bij de H. Stoel en werd in 2009 in dit vijfjarig lidmaatschap bevestigd.
In België was hij van 1999 tot 2005 voorzitter van het Informatie- en Adviescentrum inzake Schadelijke Sektarische Organisaties.
Na zijn emeritaat vestigde Denaux zich in Sint-Kruis-Brugge.

## Bijna bisschop
Tweemaal werd Adelbert Denaux vernoemd als kandidaat-bisschop.
In 1984 stond hij op de 'terna' als een van de drie mogelijke kandidaten voor het episcopaat in het bisdom Brugge. De Congregatie voor de Bisschoppen gaf echter de voorkeur aan een meer pastoraal georiënteerde priester (Roger Vangheluwe) boven een geleerd man.
In 2007 circuleerde de naam van Denaux andermaal in de media (of hij ook werd voorgedragen is onduidelijk), ditmaal als opvolger van kardinaal Ad Simonis. Op de aartsbisschoppelijke zetel van Utrecht werd echter de vijftien jaar jongere bisschop van Groningen Wim Eijk benoemd.

## Publicaties
- De bijbelse restgedachte. Inleiding tot een thematisch onderzoek van het Nieuwe Testament, Licentiaatsverhandeling Godgeleerdheid, Leuven, 1966.
- De sectie Lc., XIII,22-35 en haar plaats in het lucaanse reisbericht, Doctoraatsproefschrift Godgeleerdheid, Leuven, 1967.
- Het lucaanse reisverhaal (Lc 9,51–19,44), in: Collationes Brugenses et Gandavenses 14 (1968) 214-242; 15 (1969) 464-501.
- Commentaar op Joh 1,1-18 / Joh 3,16-18, in: Getuigenis 13 (1968-69) 15-19, 179-182.
- Petrusbelijdenis en eerste lijdensvoorspelling. Een exegese van Mc 8,27-33 par. Lc 9,18-22, in: Collationes Brugenses et Gandavenses 15 (1969) 188-220. → 20
- La confession de Pierre et la première annonce de la Passion. Lc 9,18-24, Assemblées du Seigneur 43 (1969) 72-82.
- Gij zijt Kristus, de Zoon van de levende God, in: Lijn, Maandblad voor jongeren uit de middengroepen (1969), nos. 4-5, 24-29.
- Commentaar op Mc 8,27-35, in: Getuigenis 14 (1969-70) 244-248.
- Kleine inleiding op het Marcusevangelie, in: Collationes Brugenses et Gandavenses 16 (1970) 309-341.
- De vreemdeling in de stad, in: Vita. Tijdschrift voor Catechese 11 (1970), nr. 52, 14-18.
- Commentaar op Lc 4,1-13 / Lc 9,51-62 / 13,22-30 / 19,1-10, in: Getuigenis 15 (1970-71) 75-81, 227-232, 295-299, 340-344.
- Het Lucasevangelie. Traditiegeschiedenis en opbouw, in: Collationes 2 (1972) 3-25.
- Simon Petrus, de rots van de kerk (Mattheüs 16:18-19), in: De Bijbel, Aflevering 74 (1972) 2341-2342.
- L’hypocrisie des Pharisiens et le dessein de Dieu. Analyse de Lc., 13,31-33, in: F. NEIRYNCK (ed.), L’Évangile de Luc. Problèmes littéraires et théologiques. Mémorial Lucien Cerfaux (BETL, 32), Gembloux, Duculot, 1973, 245-285.
- Eucharistie. Teken van Christus’ aanwezigheid, in: Innerlijk Leven 27 (1973) 391-400.
- De Kerk, voorwerp van geloof en van kritiek, in: Collationes 4 (1974) 483-508.
- Het zendingsbevel van de verrezen Heer (Mt 28,16-20), in: De Lente doet pijn. Over sterven en verrijzen nu en later... vroeger en vandaag. Verslagboek van de Vliebergh-Sencie-Leergang. Afdelingen Catechese en Bijbel, augustus 1973 (Theologische en pastorale publikaties Faculteit Godgeleerdheid, Katholieke Universiteit te Leuven), Antwerpen – Utrecht, Patmos, 1974, 143-153.
- La confession de Pierre et la première annonce de la passion. Mc 8,27-35, in: Assemblées du Seigneur 55 (1974) 31-39. → 6
- Het wonder bij Lucas. — Ziende blind? Bijbelse wonderverhalen exegetisch en catechetisch toegelicht. Verslagboek van de Vliebergh-Sencie-Leergang, Afdelingen Catechese en Bijbel, augustus 1975 (Theologische en pastorale publikaties Faculteit Godgeleerdheid, Katholieke Universiteit te Leuven), Antwerpen – Utrecht, Patmos, 1976, 117-135.
- Het verschijnsel van de sekten. Een verkenning, in: Collationes 6 (1976) 145-176.
- Paulus’ eerste brief aan de christenen van Korinthe, in: Homiletische suggesties bij de zondagse eucharistieviering 7 (1976-77) 43-50.
- De moderne Joodse visie op Jezus van Nazareth, in: Collationes 7 (1977) 287-313.
- Kerkmodellen in de eerste kerk, in: Kerk en Missie 208 (1977) 182-193.
- Redding en heil in de geschriften van Lucas, in: VBS-informatie 8 (1977) 55-67;
- Verlossing en bevrijding bij Lucas, in: Bevrijd om te dienen. Bijbelse en eigentijdse bevrijdingstheologie en -catechese. Verslagboek van de Vliebergh-Sencie-Leergang, Afdeling Catechese, augustus 1978. FS F. Depauw (K.U. Leuven, Faculteit der Godgeleerdheid: Theologische en pastorale publikaties, 8), Antwerpen, Patmos, 1978, 166-184.
- Het verschijnsel van de marginale christenen. Theologische en pastorale benadering, in: Collationes 8 (1978) 131-158.
- Het mysterie van Christus’ verrijzenis, in: Innerlijk Leven 32 (1978) 84-99.
- De zaligsprekingen: (I) Over de armoede van geest en de zachtmoedigheid (Mt 5,3.5). (II) Over de droefheid en de troost van de christen (Mt 5,4). (III) Hongeren en dorsten naar de gerechtigheid (Mt 5,6). (IV) Over de barmhartigen en de bewerkers van de vrede (Mt 5,7.9), in: Innerlijk Leven 32 (1978) 331-351; 33 (1979) 127-139, 263-276, 353-371.
- Sekten kunnen gevaarlijk zijn, in: De Volksmacht (1 december 1978)
- Het Evangelie volgens Lucas, in: Kerk en Leven (1979), n. 17 (26 april) 13
- Oecumenische volharding, in: Ministrando 15 (1979) 3-8.
- La persévérance dans la voie de l’oecuménisme, in: Cahiers de la vigne 50 (1979) 33-39.
- Oecumenische contacten tussen Brugge en Lincoln, in: Ministrando 15 (1979) 226-229.
- Sekten en jongeren, in: Oriëntaties (1979-80), nr. 4, 8-11.
- Vanwaar het succes van de sekten?, in: P. LEBEAU & A. DENAUX, Sekten in het Offensief?, Mechelen, 1979, 13-36.
- Causes du succès des sectes, in: P. LEBEAU & A. DENAUX, L’Offensive des sectes?, Mechelen, 1979, 11-35.
- De wonderen van Jezus in het Matteüsevangelie, in: Ministrando 16 (1980) 355-360.
- De eschatologische rede van Jezus in het Matteüsevangelie (Mt 24–25), in: Ministrando 16 (1980) 406-414.
- Het kindheidsevangelie volgens Matteüs (Mt 1–2), in: Ministrando 16 (1980) 452-462;
- (samen met Marc VERVENNE) Het project van een nieuwe Nederlandse Synopsis, in: V.B.S.-informatie 11 (1980) 50-62.
- Transcendente Meditatie en Christendom, in: Collationes 10 (1980) 177-199.
- De bede om het Rijk Gods en de oecumene, in: Ministrando 16 (1980) 25-31;
- Het diakenambt: enkele theologische kanttekeningen, in: Het Permanent Diaconaat na 10 jaar. Verslagboek Internationaal Congres Kortrijk: 1979, Mariakerke-Gent, L. Vanmelle, 1980, 74-79.
- Johannes de doper en Jezus de dopeling (Mt 3,1-17), in: Ministrando 17 (1981) 6-13.
- Het liefdegebod in de bergrede volgens Matteüs (Mt 5,38-48), in: Ministrando 17 (1981) 45-55.
- De zendingsrede van Matteüs (Mt 9,35–11,1), in: Ministrando 17 (1981) 255-265.
- Jezus’ transfiguratie en de onze (Mt 17,1-9), in: Ministrando 17 (1981) 99-107.
- Het passieverhaal volgens Matteüs (Mt 26–27), in: Ministrando 17 (1981) 152-165
- De openbaring van Jezus’ verrijzenis en de universele zending van de leerlingen (Mt 28), in: Ministrando 17 (1981) 206-218.
- Theologisch-pastorale studiedag: De eucharistie, middelpunt van de Kerk, in: Ministrando 17 (1981) 56-59.
- De oekumenische situatie in België, in: Kosmos + Oekumene. Maandblad gewijd aan het samenleven in kerk en wereld 15 (1981) 55-62.
- Eén geest, verscheidene gaven, één lichaam (Week van de Eenheid 1981), in: Ministrando 17 (1981) 37-40.
- Sekten en jongeren, in: Korrel, Vlaams kwartaalschrift voor catechese 3 (1981) 145-149.
- Godsdienstsekten in Vlaanderen, (Horizonreeks, 51). Leuven, Davidsfonds, 1982.
- (editor) Herinneringen aan Kan. Paul Declerck (1922-1981), Brugge, Grootseminarie & Vercruysse, 1982.
- Vervolgd omwille van Jezus en de gerechtigheid (Mt 5,10-11), in: Innerlijk Leven 36 (1982) 291-302.
- Het evangelie volgens Lucas, in: Ministrando 18 (1982) 378-383.
- Zegt Lucas iets over de “bevrijding”?, in: Ministrando 18 (1982) 479-487
- (editor) Nieuwe Handreiking bij de samenstelling van een theologische bibliotheek. Selectie van Nederlandstalige, religieuze boeken verschenen tussen 1972 en 1982. Thematisch geordend en analytisch gecommentarieerd, in: Collationes 12 (1982) 259-339.
- Het éne lichaam van Christus voor het leven van de wereld, in: Homiletische suggesties bij de zondagse eucharistieviering 13 (1983), nr. 2, 54-59.
- Jezus Christus, leven van de wereld (Gebedsweek voor de eenheid 1983), in: Ministrando 19 (1983) 27-31.
- (editor, samen met Eric VANDEN BERGHE) De Duinenabdij (1627-1796) en het Grootseminarie (1833-1983) te Brugge. Bewoners / Gebouwen / Kunstpatrimonium. Tielt – Weesp, Lannoo, 1984.
- De Petrusdienst binnen de Kerk, in: Emmaüs 16 (1985) 47-60.
- De priester, man van de Kerk, in: Ministrando 21 (1985) 458-470.
- L’Évêque de Rome et les Églises locales, in: La Libre Belgique, 17 avril 1985, p. 15.
- (samen met M. VERVENNE) Synopsis van de eerste drie evangeliën, Leuven, Vlaamse Bijbelstichting; Turnhout, Brepols, 1986. 1989 (“herziene uitgave”); 2006 (“derde herziene druk”).
- Waar komt mijn vreugde vandaan? Enkele nieuwtestamentische overwegingen, in: Emmaüs 18 (1987) 169-175.
- Wederzijdse verzoening. Gebedsweek voor eenheid, in Ministrando 23 (1987) 10-13.
- Vertaling: Wetboek van Canoniek Recht. Latijns-Nederlandse Uitgave, in opdracht van de Belgische en de Nederlandse bisschoppenconferentie. Brussel, Licap; Hilversum, Gooi & Sticht; Kevelaer, Butzon en Bercker, 1987. XCVII-859 p.
- La réconciliation mutuelle des Églises chrétiennes, in: Cahiers de la Vigne 58 (1987), nr. 3, 65-69.
- Liefde van God bant vrees uit. Overwegingen bij de Gebedsweek voor de Eenheid 1988, in: Ministrando 23 (1987) 490-494.
- (editor) Handreiking bij de samenstelling van een theologische bibliotheek. Deel III. Selectie van Nederlandstalige, religieuze boeken, verschenen tussen 1982 en 1987. Thematisch geordend en gecommentarieerd, in: Collationes 17 (1987) 259-333.
- “Bij niemand anders is er redding” (Hand. 4,12). De uniciteit van Jezus Christus volgens het Nieuwe Testament, in: Tijdschrift voor Theologie 28 (1988) 228-246.
- Maria en de oecumene, in: Collationes 18 (1988) 59-85.
- L’OEcuménisme et Marie, in: La Foi et le Temps 19 (1989) 411-441.
- Doe maar wat Hij je zeggen zal... Overwegingen bij roepingenzondag, in: Ministrando 26 (1988) 173-176.
- Eén God, één Heer. Over de joodse wortels van de christelijke visie op Jezus’ uniciteit, in: Tijdschrift voor Theologie 29 (1989) 369-378.
- De gestalte van Jozef volgens het Nieuwe Testament, in: Jozef van Nazaret, wie ben jij?, Brugge, Vrienden van Sint-Jozef, 1989, 13-35.
- Bidden voor de eenheid. Een zaak van allen, in: Ministrando 25 (1989, nr. 1) 13-18.
- De wereld heeft priesters nodig. Theologisch-pastorale reflecties (Missio-cahiers, 1989, nr. 1). Brussel, Pauselijke Missiewerken, 1989.
- Verdeeldheid en hereniging tussen christelijke kerken, in: M. VERHELST et al. (eds.), Tov. Een geloofsboek voor jongeren, Kapellen, Patmos – Pelckmans, 1989, 235-238.
- Johannes de Doper in zijn historische context, in: Vlaanderen 39 (1990), no 4, 274-279.
- “Het Daget in den Oosten”. Overwegingen bij de Gebedsweek voor de Eenheid 1990, in: Ministrando 26 (1990) 9-14.
- (editor) John and the Synoptics, Leuven, University Press – Peeters, 1992.9.
- Licht uit licht. Stil worden rond Kerstmis, Brugge, Tabor, 1992.
- De vlucht naar Egypte (Mt 2,13-15), in: Jozef van Nazaret, vlucht of toevlucht (Vreugdegroet, 14), Brugge, 1992.
- Missie en Oecumene. — Gaat dus… Ik ben altijd bij jullie (Brochure voor de gebedsweek voor de eenheid. 18-25 januari 1992), Brussel, N. de Jonge, 1992, 4-5.
- The Delineation of the Lukan Travel Narrative within the Overall Structure of the Gospel of Luke, in: C. FOCANT (ed.), The Synoptic Gospels. Source Criticism and the New Literary Criticism (BETL, 110), Leuven, University Press – Peeters, 1993, 359-392.
- Missie in het Nieuwe Testament. Het optreden van Jezus en Paulus, in: Missie, einde of begin? Verslag van het missiecolloquium georganiseerd door de Nationale Missieraad en het Interdiocesaan Pastoraal Beraad in samenwerking met de Faculteit van Theologie van de K.U. Leuven, Leuven, Davidsfonds, 1993, 17-39.
- Het nieuw Directorium voor de oecumene, in: Pastoralia-Nederlands (1993) 192-195.
- Un Nouveau ‘Directoire’ pour l’oecuménisme, in: La Foi et le Temps 24 (1994) 293-311.
- Oecumene vraagt bekering en onthechting, in Homiletische suggesties bij de zondagse eucharistieviering 24 (1994) 52-57.
- Lucas 1 / Lucas 2 / Johannes. — In de kracht van de Geest, in: (Gensters, 3), Sijsele, Bijbelhuis, 1994, 25-34, 35-40, 41-44.
- Paulus en het gebed, in: Innerlijk Leven 48 (1994) 186-199, 246-259.
- Paulus, de verkondiger, in: Emmaüs 25 (1994) 170-180.
- De zending van Jezus en van Paulus (Groepsgesprek van de religieuzen, 179). Mechelen, Secretariaat voor religieuzen, 1994.
- Paulus op de Areopaag (Hand. 17,16-34), in: Kerk en Missie 74 (1994, nr. 276) 2-6.
- Heeft Jezus de Kerk gesticht?, in: Collationes 25 (1995) 341-360.
- Jeruzalem en de tempel volgens Lucas, in: Jota 7 (1995), nr. 26, 15-21.
- Theology and Christology in 1 Cor 8,4-6. A Contextual-Redactional Reading, in: R. BIERINGER (ed.), The Corinthian Correspondence (BETL, 125), Leuven, University Press – Peeters, 1996, 593-606.
- The Word Preached to a Sister Church. From Bruges to Lincoln (Lincoln Studies in Theology, 1). Lincoln, 1996.
- J.-M. Tillard et les travaux de l’ARCIC. Réflexions à l’occasion des Mélanges Tillard, in: ETL 72 (1996) 181-205.
- De (kinder)doop in de vroege kerk, in: L. LEIJSSEN, M. CLOET & K. DOBBELAERE (eds.), Levensrituelen. Geboorte en doopsel (Kadoc-Studies, 20), Leuven, Universitaire Pers, 1996, 57-69.
- Korte geschiedenis van de oecumenische beweging, in: Emmaüs 27 (1996) 33-47.
- Sekten en sektarische bewegingen. Criteria ter onderscheiding, in: Emmaüs 27 (1996) 132-138.
- (samen met J.A. DICK (eds.)) From Malines to ARCIC. The Malines Conversations Commemorated, Leuven, University Press – Peeters, 1997.
- Ecumenical Contacts between Belgium and England since the Malines Conversations, in: Ibid., 93-107.
- Old Testament Models for the Lukan Travel Narrative. A Critical Survey, in: C.M. TUCKETT (ed.), The Scriptures in the Gospels (BETL, 131), Leuven, University Press – Peeters, 1997, 271-305.
- Verzwegen andere evangeliën, in: Ministrando 33 (1997) 528-537.
- De uniciteit van Jezus Christus in een tijd van religieus pluralisme, in: Collationes 28 (1998) 29-53.
- Verzwegen evangeliën? De waarde van de apocriefe evangeliën voor het onderzoek naar de historische Jezus, in: VBS-informatie 29 (1998) 25-35.
- Het lijden van Jezus Christus in het Nieuwe Testament, in: Vlaanderen 47 (1998) 66-68.
- De Petrusdienst in de oecumenische discussie, in: Communio 23 (1998) 241-260.
- Le travail de la Commission d’enquête sur les sectes du Parlement Belge, in: Religioni e Setti nel mondo 4 (1998), nr. 1, 132-139.
- Matteüs over gezag in de kerk, in: F. VAN SEGBROECK (ed.), Matteüs opnieuw (Verslagboek Vlieberg-Sencie-Leergang. Afdeling Bijbel, 1998), Leuven – Amersfoort, Acco; Leuven, Vlaamse Bijbelstichting, 1999, 85-110.
- The theme of Divine Visits and Human (In)hospitality in Luke-Acts. Its Old Testament and Graeco-Roman Antecedents, in: J. VERHEYDEN (ed.), The Unity of Luke-Acts (BETL, 142), Leuven, University Press – Peeters, 1999, 255-279.
- Wat is fundamentalisme?, in: Gulden Parel 18 (1999), nr. 5, 6-10.
- “Sectes” et nouveaux mouvements religieux. Y a-t-il des critères de discernement?, in: C. DELHEZ & A. DENAUX, Églises, “sectes” et nouveaux mouvements religieux, Namur, Fidélité, 1999, 21-47.
- De anglicaans/rooms-katholieke dialoog over gezag in de Kerk, in: J. HAERS, T. MERRIGAN & P. DE MEY (eds.), “Volk van God en gemeenschap van de gelovigen”. Pleidooien voor een zorgzame kerkopbouw. FS. R. Michiels, Averbode, Altiora, 1999, pp. 458–462.
- The Anglican-Roman Catholic Dialogue about Authority in the Church, in: Louvain Studies 22 (1999) 291-318.
- Nieuwe stap in toenadering anglicanen en rooms-katholieken, in: Een twee een 20 (1999), nr. 12, 23-24.
- L’autorité dans l’Église matthéenne. Une contribution biblique au dialogue oecuménique sur l’autorité dans l’Église, in: J.-M. R. TILLARD (ed.), AGAPÈ. Études en l’honneur de Mgr Pierre Duprey M. Afr. Evêque Tit. de Thibar (Analecta Chambesiana, 3; Institut d'études supérieures en théologie orthodoxe), Chambésy-Genève, Centre orthodoxe du Patriarchat OEcuménique, 2000, 392-420.
- The Monotheistic Background of New Testament Christology: Critical Reflections on Pluralist Theologies of Religions, in: T. MERRIGAN & J. HAERS (eds.), The Myriad Christ. Plurality and the Quest for Unity in Contemporary Christology (BETL, 152), Leuven, University Press – Peeters, 2000, 133-158.
- Lucas 10. — Liefde vergaat nooit, in: (Gensters, 9), Oostkamp, Bijbelhuis, 2000, 35-39.
- Spojrzenie na przyszłość kościoła. Anglikańsko-katolicki dialog na temat władzy w Kościele – A Vision on the Future of the Church. The Anglican-Roman Catholic Dialogue on Authority in the Church, in: J. BUDNIAK & H. RUSEK (eds.), Pojednajcie się... Materiały z sesji naukowej pastoralny i społeczno-kulturowy wymiar ekumenizmu na Śłasku Cieszyńskim. Bielsko-Biała 24-25 Marca 2000, Cieszyn, 2000, 107-115, 117-124.
- (samen met E. EYNIKEL, E. NOORT & T. BAARDA (eds.)), Internationaal Commentaar op de Bijbel, Kampen, Kok; Averbode, Uitgeverij Averbode, 2001. 2 vols., 2254 p. + 16 “Kaarten”.
- Matteüs 11,1-19 / 16,13-28. — Zo zend ik u, in: (Gensters, 1), Oostkamp, Bijbelhuis Sint-Kruis, 2001, 57-62,
- (samen met J. DELOBEL) De oorspronkelijke bestemmelingen van Lukas-Handelingen: De “gemeente van Lukas”? in: J. DELOBEL, H.J. DE JONGE, M. MENKEN, & H. VAN DE SANDT (eds.), Vroegchristelijke gemeenten. Tussen werkelijkheid en ideaal. Opstellen van de leden van de Studiosorum Novi Testamenti Conventus. Kampen, Kok, 2001, 115-133.
- Authority in the Church: A Challenge for both Anglicans and Roman Catholics, in: Ecumenical Trends 30 (2001), nr. 4, 1-10.
- Authority in the Church: A Challenge for both Anglicans and Roman Catholics, in: M. WOODRUFF (ed.), The Unity of Christians: The Vision of Paul Couturier. A Special Edition of The Messenger of the Catholic League, Oxford, 2004, 36-51; French Translation: L’autorité dans l’Église: un défi pour les Anglicans et les Catholiques romains. — Irénikon (2002) 10-34.
- (als editor) Buddhism: Schools & Sects. Proceedings of the Colloquium Held at the Catholic University of Leuven (Belgium) on May 26-27 2000. — The Indian International Journal of Buddhist Studies 2 (2001) 1-185.
- (als editor) New Testament Textual Criticism and Exegesis. Festschrift J. Delobel (BETL, 161), Leuven, University Press – Peeters, 2002.
- Matteüs’ verhaal van Jezus’ begrafenis en verrijzenis (Mt 27,57–28,20), in: Collationes 32 (2002) 25-46; English Translation: Matthew’s Story of Jesus’ Burial and Resurrection (Mt 27,57–28,20), in: R. BIERINGER, V. KOPERSKI & B. LATAIRE (eds.), Resurrection in the New Testament. Festschrift J. Lambrecht (BETL, 165), Leuven, University Press – Peeters, 2002, 123-145.
- The Parable of the King-Judge (Lk 19,12-28) and its Relation to the Entry Story (Lk 19,29-44), in: ZNW 93 (2002) 35-57.
- De houding van de Belgische autoriteiten tegenover nieuwe religieuze bewegingen, in: Ethiek en Maatschappij 5 (2002) 6-19.
- The Attitude of Belgian Authorities Toward New Religious Movements, in: Brigham Young University Law Review (2002) 237-267.
- L’attitude des autorités belges face aux nouveaux mouvements religieux, in: La Pensée et les Hommes 45 (2002, NS, 50), 81-96.
- De Verrijzenisboodschap van Marcus 16, in: Collationes 33 (2003) 5-31.
- A római katolikus egyház részvétele az ökumenikus dialógusban [The involvement of the R.C. Church in Ecumenical Dialogue], in: Ökumené (Budapest) 9 (2003/3), nr. 3, 9-22.
- Doctorat Honoris Causa at the K.U. Leuven, Laudatio Kard. Walter Kasper, in: ETL 79 (2003) 245-247.
- Lucas’ verhaal van Jezus’ verrijzenis (Lc 23,54-24,53), in: Collationes 34 (2004) 5-39.
- Een vreemdeling onderweg. Jezus’ verschijning aan de leerlingen van Emmaüs, in: M. LAMBERIGTS & L. KENIS (eds.), Mens van God. God van mensen. Leuvense theologen in gesprek met kardinaal Godfried Danneels, Antwerpen, 2005, 11-39.
- R.-K. Kerk en Anglicanen over rol Maria, in: Rkkerk.nl.Blad voor Katholiek Nederland 3 (9/2005) 23-24.
- Een vreemdeling in de stad. Lucas’ narratieve christologie in perspectief [Afscheidscollege 4 december 2004], in: Collationes 35 (2005) 373-386.
- A Stranger in the City. A Contribution to the Study of the Narrative Christology in Luke’s Gospel, in: Louvain Studies 30 (2005) 255-275.
- De verrijzenis van Jezus in de brieven van Paulus, in: Collationes 36 (2006) 5-30.
- Sekten: zin en onzin, in: A. DILLEN & D. POLLEFEYT (red.) God overal en nergens? Theologie, pastoraal en onderwijs uitgedaagd door een ‘sacraal reveil’ (Nikè-reeks, 51), Leuven/Voorburg, 2006, 191-215.
- Vreemdeling op aarde en goddelijke gast. Lucas’ opvatting over menselijke en goddelijke gastvrijheid44. - S|Preekwijze in intercultureel perspectief, Liturgisch Jaar C, Brussel: KMS Kerkwerk Intercultureel samenleven, 2006, 21-35.
- Bible and Christian Unity. Reflections from a Roman Catholic Point of View, in: P. KANTYKA (eds.), Instaurare omnia in Christo. O zbawieniu, teologii, dialogu I nadzeiei. About Salvation, Theology, Dialogue and Hope. Festschrift W. Hryniewicz, Lublin: Wydawnictwo KUL, 2006, pp. 341–349.
- Ik zal met u zijn tot het einde van de tijden…, in: Het Braambos 15 (2007/3) 4-8.
- Martori ai lui hristos într-o lume pluralistă (Témoins du Christ dans un monde pluriel), in: Studia Universitatis Babeş-Bolyai. Theologia Orthodoxa 52 (2007) 23-37.
- (samen met R. CORSTJENS) The Vocabulary of Luke, Alphabetical List of Words, Word Groups, Characteristics of Luke, and Literature. With biblical references to Luke and Acts (and a comparison to the number of occurrences in Matthew and Mark)
- Style and Stylistics of Luke-Acts, inh: SNTS Seminar NT Greek, Bonn, August 2003. – Filologia Neotestamentaria
- Characteristic Language Use in Luke. The Search for Reliable Criteria, in: STNS Seminar NT Greek, Aberdeen, August 2006.
- The Meaning of the Double Expression of Time in Luke 24,29, in: G. VAN BELLE, J.G. VAN DER WATT, J. VERHEYDEN (eds.), Miracles and Imagery in Luke and John (BETL), Leuven, 2008.
- (samen met Marc VERVENNE) Synopsis van de eerste drie evangeliën, Leuven, Vlaamse Bijbelstichting & Turnhout, Brepols, 1986, 1989 (2de herziene uitgave), 2006 (derde herziene druk).
- (als editor) John and the Synoptics, Leuven, University Press/ Peeters, 1992.
- The theme of Divine Visits and Human (In)hospitality in Luke-Acts. Its Old Testament and Graeco-Roman Antecedents, in J. Verheyden (ed.), The Unity of Luke-Acts, Leuven, University Press/Peeters, 1999, 255-279.
- The Attitude of Belgian Authorities Toward New Religious Movements, in Brigham Young University Law Review, 2002, 237-267.
- (samen met N. SAGOVSKY, eds.) Studying Mary. Reflections on the Virgin Mary in Anglican and Roman Catholic Theology and Devotion, The ARCIC Working Papers, London, T & T Clark, 2007.
- Exegetical Note on the 'Perpetual Virginity' of the BVM, in: A. Denaux & N. Sagovsky (Eds.), Studying Mary. Reflections on the Virgin Mary in Anglican and Roman Catholic Theology and Devotion (pp. 21–23). London: T & T Clark A Continuum imprint, 2007.
- Voorwoord, in: A. Denaux, H. Rikhof, J. Wissink, P. Beentjes, R. Munnik, & G. Danneels (Eds.), God ter sprake. Publiekspresentatie van de Faculteit Katholieke Theologie van de Universiteit van Tilburg (pp. 5–8), Heeswijk: Abdij van Berne, 2007.
- The Redactional History of the ARCIC Document on Mary, in: A. Denaux & N. Sagovsky (Eds.), Studying Mary. Reflections on the Virgin Mary in Anglican and Roman Catholic Theology and Devotion. The ARCIC Working Papers (pp. 244–256). London: T & T Clark A Continuum imprint, 2007.
- The Scriptural Basis of the Dogmas of Immaculate Conception and the Assumption of Mary, in A. Denaux & N. Sagovsky (Eds.), Studying Mary. Reflections on the Virgin Mary in Anglican and Roman Catholic Theolgy and Devotion. The ARCIC Working Papers (pp. 24–35). London: T & T Clark Continumm imprint, 2007.
- De moderne joodse visie op Paulus van Tarsus, in: Collationes. Vlaams tijdschrift voor theologie en pastoraal, 39(1), 2009, 73-87.
- Anglikaner und Katholiken - Aktuelle Entwicklungen, in: Theologie der Gegenwart, 52(3), 2009, 185-205.
- Catholic Theology in a Context of (Post-)modernity, in: Catho-Theo.net, 7(2), 2008, 205-230.(Free access)
- Tussen de middag of tegen de avond? De betekenis van de tijdsuitdrukking in Lucas 24,29, in: Tijdschrift voor bijbelse theologie, 16(2), 2008, 23-26.
- Jezus en de theologen: analyse en belijdenis, in: Communio. Internationaal Katholiek Tijdschrift, 33, 2008, 361-374.
- Ik zal met u zijn tot het einde van de tijden..., in: Het Braambos, 3(15), 2007, 4-8.
- De Heilige Schrift en de eenheid van de christenen, in: H.W.M. van Grol & P.J. van Midden (Eds.), Een roos in de lente. Theologisch palet van de FKT. Opstellen aangeboden aan Panc Beentjes bij zijn afscheid als hoogleraar Oude Testament en Hebreeuws aan de Faculteit Katholieke Theologie van de Universiteit van Tilburg (pp. 25–33). Utrecht: Faculteit Katholieke Theologie. (Theologische Perspectieven, 1), 2008.
- Het verhaal van Lucas als sleutel tot de identiteit, in: B. Becking & A. Merz (Eds.), Verhaal als Identiteits-Code. Opstellen aangeboden aan Geert van Oyen bij zijn afscheid van de Universiteit Utrecht (pp. 80–86). Utrecht: Universiteit Utrecht. (Utrechtse Theologische Reeks, 60), 2008.
- Paulus van Tarsus: ketter of broeder? Over de moderne joodse benadering van Paulus, in: M. MENKEN (red.), Paulus tussen sjoel en kerk (Theologische Perspectieven, 3), Utrecht: Uitg. Bergambacht, 2010, 87-99.
- Saluto del decano della Facoltà di Teologia Cattolica (FKT), Università di Tilburg, in: V. GROSSI, B. KOET, P. VAN GEEST (eds.), Diakonia, diaconiae, Diaconato. Semantica e storia nei Padri della Chiesa. XXXVIII Incontro di studiosi dell’antichità cristiana, Roma, 7-9 maggio 2009 (Studia Ephemeridis Augustinianum, 117), Roma: Institutum Patristicum Augustinianum, 2010, I-IV.
- Studies in the Gospel of Luke. Structure, Language and Theology, Collected Essays (Tilburg Theological Studies, 4), Berlin: Lit Verlag, 2010.
- Auteursindex Collationes 1971-2010, in: Collationes 40 (2010) 379-410.
- Thematische index Collationes 1971-2010, in: Collationes 40 (2010) 411-450.
- (met M. Poorthuis (eds.)) De geestelijke erfenis van paus Johannes Paulus II, in: Bijdragen vanuit de Faculteit Katholieke Theologie van de Universiteit van Tilburg en van de Grootseminaries van Nederland (Theologische Verkenningen, 6), Bergambacht: 2VM, 2011.
- The Controversy between Jesus and the Sadducees about the Resurrection (Matt 22:23-33) in the Context of Early Jewish Eschatology, in: W. WEREN, H. VAN DE SANDT, J. VERHEYDEN, Life Beyond Death in Matthew's Gospel: Religious Metaphor or Bodily Reality? (Biblical Tools and Studies, 13), Leuven: Peeters, 2011, 129-151.
- Het twistgesprek tussen Jezus en de sadduceeën over de verrijzenis (Mt 22,23-33) in de context van de vroeg-joodse eschatologie, in: Collationes 43 (2013) 5-30.
- Woord vooraf, in: – W. Kasper, Een rijke oogst. De vruchten van de oecumenische dialoog, Heeswijk: Abdij van Berne – Katholieke Vereniging voor Oecumene, 2011, 10-11.
- Overleg tussen anglicanen en Rooms-katholieken opnieuw gestart, in: RKKERK.nl 9 (2011) 308-309.
- Toespraak Adelbert Denaux, decaan van de Tilburg School of Theology, in: Samen sterk. Toespraken ter gelegenheid van de opening van het studiejaar 2010-2011, en de start van de samenwerking van de Fontys Hogeschool Godsdienst Levensbeschouwing met de Tilburg School of Theology, Utrecht, 2011, 9-12.
- ‘De eucharistie: het woord en het brood’. Een oecumenische studie van Ton van Eijk, in: Collationes 41 (2011) 225-233.
- De universele en de lokale dimensie van de Kerk, in: Perspectief. Digitaal Oecumenisch Theologisch Tijdschrift, Nummer 13, September 2011, pp. 30-34 (zie http://www.oecumene.nl/)
- ‘Lead Kindly Light’. Spiegel van Newmans spiritualiteit, in: Collationes 41 (2011) 281-301.
- Stranger on Earth and Divine Guest: Human and Divine Hospitality in the Gospel of Luke and the Book of Acts, in: E. Van der Borght and P. Van Geest (eds.), Strangers and Pilgrims on Earth. Essays in Honour of Abraham van de Beek (Studies in Reformed Theology, 22), Leiden – Boston: Brill, 2011, 87-100.
- Gezag en gezagsuitoefening in een vitale Kerk, in: S. Hellemans, J. van den Eijnden, P. Rentinck (red.), Een katholieke Kerk met toekomst. Bij het afscheid van Jozef Wissink als hoogleraar Praktische Theologie aan de Faculteit Katholieke Theologie te Tilburg (Theologische Perspectieven, 8), Bergambacht: Uitgeverij 2VM, 2012, 163-184.
- Quel principio decisivo della teologia cattolica, in: L’Osservatore Romano 2-3 maggio 2012, 10. Zie http://www.vatican.va/roman_curia/congregations/cfaith/cti_documents/rc _cti_ 20120503_denaux_ en. html
- Cerfaux, Lucien, in: Encyclopedia of the Bible and Its Reception 4 (2012) 1127.
- Hulde aan Hein, in: Acta Amicorum Hein van Oorschot, Tilburg, [2012], 26-27.
- (met P. DE MEY) The Ecumenical Legacy of Johannes Cardinal Willebrands (1909-2006) (BETL, 253), Leuven – Paris – Walpole, MA: Peeters, 2012.
  - (met P. DE MEY, M. TER STEEG, L.F. FUCHS) Preface, Ibid., XI-XIV.
  - Johannes Cardinal Willebrands (1909-2006). His Life and his Spirituality. Opening Lecture,  Ibid., 1-12.
- (met T. MEIJERS) Paus Adrianus VI (1459-1523), Utrecht, Leuven, Rome (Theologische Perspectieven, 10), Bergambacht: Uitgeverij 2VM, 2012.
  - Woord vooraf, Ibid., III-IV.
  - Adrianus van Utrecht. Een korte schets van zijn leven en zijn spiritualiteit, Ibid., 1-7.
- Plaatsen van eredienst in het Nieuwe Testament, in: Communio 37 (2012) 216-224.
- Maria, genade en hoop in Christus. Een oecumenische overeenkomst tussen anglicanen en katholieken over de plaats van Maria in het heilsplan van God, (4de Scherpenheuvellezing – 19 oktober 2012), Antwerpen: Halewijn, 2012. 48 p.
- De plaats van theologie in universiteit, kerk en samenleving, Rede uitgesproken door Adelbert Denaux, bij zijn afscheid als decaan van de Tilburg School of Catholic Theology, te Tilburg, op 14 december 2012, Tilburg, 2012. 64 p.
- The Place of Theology in Academy, Church and Society, in: M. JĘDRASZEWSKI, J. SŁOWIŃSKI (eds.), Quod iustum est et aequum. Scritti in onore del Cardinale Zenone Grocholewski per il cinquantesimo di sacerdozio, Poznań, 2013, 376-388.
- Samenleving heeft baat bij theologie. Opinie, in: Friesch Dagblad 26 -01-2013, p. 11.
- The Use of Scipture in Luke 9:51-56, in: Bart J. KOET, Steve MOYISE and Joseph VERHEYDEN (eds.), The Scriptures of Israel in Jewish and Chirstian Tradition. Essays in Honour of Maarten J.J. Menken (NovTSup, 148), Leiden – Boston: Brill, 2013, 57-79.
- Theologie en geesteswetenschappen: tussen geloof en cultuur, in Annalen van het Thijmgenootschap 101/1 (2013) 40-57.
- Dialog anglikańsko-Rzymskokatolicki i jego recepcja, in: P. KANTYKA, P. KOPIC & M. SKŁADANOWKI (eds.), O ekumenizmie w Roku Wiary. Księga pamiątkowa z okazji julibeuszu 30-lecia Instytutu Ekumenicznego KUL (Teologia w Dialogy, 15), Lublin: Wydawnictwo KUL, 2013, 161-176.
- Dit moet wel fout gaan. Lijden en sterven van de Messias volgens Marcus, in: Schrift 45 (2013/5) 168-172.
- From Vatican II to Theology Today: Has Vatican II’s Perspective on the Function of Theology Been Received?, Louvain Studies 37 (2013/1) 28-51.
- The Twofold Purpose of the Fourth Gospel. A Reading of the Conclusion to John’s Gospel (20,30-31), in:  J. VERHEYDEN, G. VAN OYEN, M. LABAHN, R. BIERINGER (eds.), Studies in the Gospel of John and Its Christology FS G. Van Belle (BETL, 265) 2014, 519-536.
- De Bijbel,  http://www.lucepedia.be/asp/invado.asp?t=dossier&d_id=644.
- Lucas & Acta: Een overzicht van het onderzoek (1999-2012), in: N.A. RIEMERSMA (red.), Lucas & Handelingen (Amsterdamse Cahiers voor exegese van de Bijbel en zijn tradities, 29), Bergambacht: 2VM, 2014, 9-23.
- Paulus, een hellenistische jood. Burger van het Romeinse Rijk, in: H. JANSSEN & K. TOUWEN (red.), Paulus zelf. De zeven ‚echte brieven‘. Exegese en preken, Vught, Skandalon, 2014, 10-19. ( = Tijdschrift voor Verkondiging 86 [2014/7]).
- Katholieke theologie vandaag. Een recent document van de Internationale Theologische Commissie in het licht van Vaticanum II, in: H. GORIS, & F.G.  BOSMAN (EDS.), Verdeelde wijsheid: Tussen Kerk en academische theologie (Annalen van het Thijmgenootschap; vol. 102, nr. 3), Nijmegen: Valkhof Pers, 2014.
- Jesus Christ, High Priest and Sacrifice according to the Epistle to the Hebrews, in: A. HOUTMAN, M. POORTHUIS, J. SCHWARTZ ,Y. TURNER (eds.), The Actuality of Sacrifice. Past and Presence (Jewish and Christian Perspectives Series, 28), Leiden: Brill, 2014, 107-122.
- Advent. Een tijd van verwachting en voorbereiding, in: Kerk & leven, Federatie Assebroek 75/48 (2014) 1; 75/49 (2014) 2; 75/50 (2014) 2; 75/51 (2014) 1.
- The Anglican-Roman Catholic Dialogue and Its Reception, Roczniki Teologiczne 61 (2014) 5-34.
- (met K. PRIEM) Oecumene in Brugge. De oecumenische kapel te Brugge (1973-2015), in: ATHENAGORAS VAN BELGIË, BERNARD PECKSTADT & MICHEL VAN GEYSEL (red.), Van Godshuis Sint-Joos tot Orthodoxe Kerk Brugge, Brugge: Van de Wiele, 2015, 125-129.
- (editor)  Ter inleiding, in: De Nederlandse jaren van Johannes Willebrands (1909-1960), (Willebrands Studies, 2), Bergambacht: 2VM, 2015, 5-14.
- (met A. HOGETERP) Semitisms in Luke’s Greek: An Evaluation of Theories about their Origin and Nature, in: Filologia Neotestamentaria 28-29 (2015-2016) 19-37.
- Het christelijke monotheïsme tegen het geweld. Een recent document van de Internationale Theologische Commissie, in: Communio 40 (2015) 173-183 ( = H. Goris & F. Bosman (red.), God tussen oorlog en vrede. Kritische reflecties op de relatie tussen religie en geweld. – Annalen van het Thijmgenootschap 106 (2018/1) 85-99).
- Préface, in: Pascale WATINE CHRISTORY, Dialogue et communion, L’itinéraire oecuménique de Jean-Marie Tillard (BETL, 222), Leuven – Paris – Bristol, CT : Peeters, 2015, VII-VIII.
- Het Lucasevangelie: een kleine inleiding, Vrienden van Bijbelhuis Zevenkerken 23/1 (2016) 13-31.
- De brief aan de Hebreeën. Een nieuwe commentaar van Albert Vanhoye S.J., in: Collationes 46 (2016) 74-88.
- Barmhartigheid in het Lucasevangelie, Vrienden van Bijbelhuis Zevenkerken 23/2 (2016) 12-21.
- Samen het Onze Vader bidden. Op weg naar een gemeenschappelijke tekst van het Onze Vader,  Vrienden van Bijbelhuis Zevenkerken 23/3 (2016) 18-31(= Collationes 46 (2016) 338-347).
- (met Albert HOGETERP) Parallellismus membrorum in Luke’s Greek: Revisiting a Synoptic Perspective, in: Israel M. GALLARTE & Jesús PELÁEZ, In Mari Via Tua. Philological Studies in Honour of Antonio Piñero (Estudios de Filologia neotestamentaria, 11), Córdoba: Ediciones El Almendro, 2016, 317-339.
- Ecclesial Repentance and Conversion: Receptive Ecumenism and the Mandate and Method of ARCIC III, in: Stephan VAN ERP & Karim SCHELKENS (eds.), Conversion and Church. The Challenge of Ecclesial Renewal. Essays in Honour of H.P.J. Witte (Brill’s Studies in Catholic Theology, 2), Leiden – Boston, 2016, 304-325.
- ‘Leid vriendelijk Licht’. Spiegel van Newmans spirituele groei, in: Archibald van Wieringen (red.), Transformerende Poëzie. Van de Psalmen tot Lucebert (Utrechtse Studies, 19), Almere: Parthenon, 2016, 125-139.
- (met Nicholas SAGOVSKY & Charles SHERLOCK (eds.)) Looking towards a Church fully Reconciled. The Final Report of the Anglican - Roman Catholic International Commission 1983-2006 (ARCIC II), London: SPCK, 2016 (= New York/Mahwah, NJ: 2017).
- The Use of Scripture in the Agreed Statements of ARCIC, in: Adelbert DENAUX, Nicholas SAGOVSKY & Charles SHERLOCK (eds.), Looking towards a Church fully Reconciled. The Final Report of the Anglican - Roman Catholic International Commission 1983-2006 (ARCIC II), London: SPCK, 2016 (= New York/Mahwah, NJ: 2017), 249-256.
- De verschijning van de Heer aan de Elf en de wereldwijde zending van de leerlingen. Matteüs 28,16-20, Vrienden van Bijbelhuis Zevenkerken 24 (2017/4) 13-22.
- De icoon van de triniteit, Vrienden van Bijbelhuis Zevenkerken 24 (2017/4) 23-31.
- La Iglesia local y universal. Una declaración ecclesiológica de ARCIC III, Diálogo Ecuménico 52/163-164 (2017) 405-415.
- De Kerk, lokaal en universeel. Enkele Bijbelse reflecties, Vrienden van Bijbelhuis Zevenkerken 25 (2018/2) 24-37.
- (met A. HOGETERP) Semitisms in Luke’s Greek. A Descriptive Analysis of Lexical and Syntactical Domains of Semitic Language Influence in Luke’s Gospel (WUNT, 401), Tübingen, Mohr-Siebeck, 2018.
- La théologie comme science. La contribution des théologiens catholiques néerlandophones depuis Vatican II, in: Benoît DE BAENST (red.), La théologie. Identité et pertinence. Actes du colloque organisé par l'Institut d'Etudes Théologiques de Bruxelles à l'occasion du jubilé de ses 50 ans du 12 au 14 février 2018, 122-140.
- Jezus’ koningschap volgens Johannes, Vrienden van het  Bijbelhuis Zevenkerken 25 (2018/4) 13-24.
- De lokale en de universele Kerk. Een ecclesiologische gemeenschappelijke verklaring van ARCIC III, in: Collationes 48 (2018) 277-289.
- Maria in het Nieuwe Testament, in: Collationes 48 (2018) 363-392.
- Vreugde in het evangelie van Lucas, Vrienden van het  Bijbelhuis Zevenkerken 26 (2019/1)  2-12.
- Jésus au désert – Matthieu 4,1-11 et Luc 4,1-13, in: Communio. Revue catholique internationale 44/1 n° 261 (2019) 39-50;
- Het verhaal van Jezus’ bekoringen in de evangelies van Matteüs en Lucas, in: Collationes 49 (2019) 243-258.
- De radicaliteit van de navolging van Jezus op weg naar Jeruzalem (Lc 9,51-62), Vrienden van het Bijbelhuis Zevenkerken 26 (2019/3) 2-8.
- De wandelende jood en goddelijke gast. Over Lucas 10, Vrienden van het Bijbelhuis Zevenkerken 26 (2019/3) 9-16.
- The Church Local, Regional and Universal: A Delicate Balance. A Recent Ecclesiological Statement of ARCIC III, in: Virginia MILLER, David MOXON & Stephen PICKARD (eds.), Leaning into the Spirit. Ecumenical Perspectives on Discernment and Decision-Making in the Church (Pathways for Ecumenical and Interreligious Dialogue), Cham, Switzerland: Palgrave Macmillan, 2019, 111-129.
- Kleine inleiding op het Matteüsevangelie, Vrienden van het  Bijbelhuis Zevenkerken 27 (2020/1) 2-13.
- Het bezoek van Patriarch Bartholomeus aan Brugge, in: Kerk in zicht (februari 2020) 12-13.
- De zendingsrede in het Matteüsevangelie (Mt 9,35-11,1), in: Vrienden van het Bijbelhuis Zevenkerken  27 (2020, 2) 18-29.
- Wat betekent Maria voor ons vandaag?, in: Kerk in zicht (mei 2020) 8-9.
- Niet te geloven? Een kritische blik op het boek van Willie van Peer, in: Collationes 50 (2020) 205-226.
- Jezus in confrontatie met zijn tegenstanders: vragen stellen heen en weer (Mt 21,23 – 22,46),  Vrienden van het Bijbelhuis Zevenkerken  27 (2020, 4) 2-13.
- De geschiedenis van het  onderzoek naar de historische Jezus, in: Collationes 50 (2020) 363-390.
- Jezus’ verrijzenis en het falen van de leerlingen in Marcus 16,1-8, Vrienden van het Bijbelhuis Zevenkerken  28/2 (2021) 16-30.
- Auteurs- en thematische index Collationes 2011-2020, in: Collationes 51 (2021) 87-116.
- Alle wegen van de Heer zijn genade en waarheid (Psalm 25/24,10), Vrienden van het Bijbelhuis Zevenkerken 28 (2021/3) 26-37.
- Marcher ensemble sur le chemin : Apprendre à être l’Église – locale, régionale, universelle. Le dialogue œcuménique avec la communauté anglicane aujourd’hui, in: Irénikon 94/3-4 (2021) 346-359.
- Der ökumenische Dialog der römisch-katholischen Kirche mit der Anglikanischen Gemeinschaft heute. 100 Jahre nach Beginn der Melchelner Gespräche, in: Trierer Theologische Zeitschrift 131/3 (2022) 227-241.
- Jezus’ rede bij de berg. Lucas 6,20-49, Vrienden van het Bijbelhuis Zevenkerken 29/1 (2022) 6-18.
- Jezus’ verrijzenis in beeld gebracht in Oost en West, Vrienden van het Bijbelhuis Zevenkerken 29/2 (2022) 8-19.
- De Heilige Geest in de Handelingen van de Apostelen. Kracht uit den hoge tot zending van getuigen, Vrienden van Bijbelhuis Zevenkerken 29/3 (2022) 9-19.
- Biblia: what’s in a name?, in: Biblia. Tijdschrift voor Bijbel en Liturgie 29/4 (2022) 5-7.
- (met Albert HOGETERP) The Author of Luke-Acts in a Bilingual Context, in: DE JONGE, Henk Jan, Mark GRUNDEKEN, John KLOPPENBORG & Christopher TUCKETT (eds.), The Gospels and Their Receptions. Festschrift Joseph Verheyden (BETL, 330), Leuven – Paris – Bristol, CT: Peters, 2022, 183-207.
- Voorstellingen over het leven na de dood in het Bijbelse en vroeg-nabijbelse jodendom, in: Collationes 52 (2022) 421-461.
- (met Inge VAN WIELE) Tamid and Eucharist in Luke-Acts, in: Bert Jan LIETAERT PEERBOLTE, Caroline VANDER STICHELE, and Archibald VAN WIERINGEN (eds.), Themes and Texts in Luke-Acts: Essays in Honour of Bart J. Koet, Leiden: Brill, 2023.